# Виеремя
Виеремя (фин. Vieremä) — община в провинции Северное Саво, губерния Восточная Финляндия, Финляндия. Общая площадь территории — 973,38 км², из которых 48,2 км² — вода.

## Демография
На 31 января 2011 года в общине Виеремя проживают 3972 человека: 2039 мужчин и 1933 женщины.
Финский язык является родным для 98,49 % жителей, шведский — для 0 %. Прочие языки являются родными для 1,51 % жителей общины.
Возрастной состав населения:
- до 14 лет — 15,86 %
- от 15 до 64 лет — 62,71 %
- от 65 лет — 21,68 %

Изменение численности населения по годам:
| Год  | Численность |
| ---- | ----------- |
| 1980 | 5134        |
| 1990 | 4779        |
| 2000 | 4361        |
| 2010 | 3982        |
| 2011 | 3972        |